# Stéphane Krebs
Pour les articles homonymes, voir Krebs.
Stéphane Krebs, né le 27 mai 1972, est un horticulteur, paysagiste, entrepreneur et écrivain suisse.

## Biographie
Petit-fils du paysagiste Friedrich Krebs et fils du paysagiste Jean-Claude Krebs,, Stéphane Krebs obtient un Brevet fédéral de Contremaître horticulteur paysagiste en septembre 2002 et un Diplôme fédéral de Maître horticulteur-paysagiste en septembre 2007.
En 2005, il succède à son père à la tête de l'entreprise familiale Krebs Paysagistes SA, fondée en 1937 par son grand-père à Blonay,. 
Il épouse Isabelle Käser en 1998. Le couple a 2 enfants : Tanguy et Manon,.

## Engagement professionnel et citoyen
En parallèle de son activité professionnelle, Stéphane Krebs participe à la transmission des connaissances en matière de parcs et jardins :
1. Il enseigne dès 2005  dans le cadre de la formation supérieure horticole les toitures et façades végétalisées, ainsi que la végétation hors sol en bacs, en intérieur, sur attiques, terrasses et en balcon[6].
2. Dès 2010, il donne les cours suivants à l’institut agricole de l’État de Fribourg :
  - la végétalisation des édifices et la conduite du personnel et direction de l'équipe,
  - l'art, l'histoire et la culture des jardins, dès 2012,
  - la gestion et la culture d'entreprise et la gestion des risques, dès 2014[6].
3. De 2008 à 2017, il préside l'association JardinSuisse-vaud, qui a notamment pour but de promouvoir les entreprises horticoles vaudoises, la formation professionnelle et les conditions de travail du secteur[7].
4. En 2012, il participe à l'établissement de la fondation Hortus, destinée à « promouvoir l'art et la culture des parcs et jardins publics ou destinés au public »[1]. Celle-ci travaille par exemple à ouvrir au public les 700 ouvrages de la Collection Patrick Dupuis[8],[9],[10].

Son expérience d'enseignant l'incite à devenir auteur,, et c'est ainsi qu'il publie un premier livre, sur l'art des jardins, en 2016. 
Un second ouvrage paraît en novembre 2018, consacré aux arbres. Sur le sujet, Stéphane Krebs a suivi une formation technique auprès de l’Association Suisse de Soins aux Arbres et son statut lui donne entre autres l'occasion d'intervenir dans le sauvetage du séquoia géant de Corseaux, un arbre emblématique de sa région, à préserver lors du projet d’optimisation immobilière contigu.
Par ailleurs, le 2 septembre 2015, il devient président de l'association Promove, destinée à promouvoir l'activité économique de la Riviera vaudoise et de Lavaux. Il est élu à la présidence du Centre patronal vaudois où il entre en fonction en juin 2021.
Enfin, après une carrière de milice dans l'armée suisse, Stéphane Krebs obtient le grade de colonel au 1er janvier 2015.

## Philosophie professionnelle
Stéphane Krebs associe les savoirs traditionnels de l'art des jardins aux évolutions technologiques liées à l'horticulture, comme l'automatisation ou la domotique. Ce souci d'allier les découvertes récentes à l'expérience traditionnelle se retrouve dans ses ouvrages, comme le relèvent les journalistes spécialisés Laurent Cabrol et Claude Beda.
Il inclut également à ses réflexions sur la pratique de l'art des jardins une dimension économique, comme en témoigne la présence d'une section d'économie paysagère dans son premier ouvrage. Il envisage ainsi les compétences, connaissances et possibilités technologiques comme autant d'outils à disposition du professionnel pour comprendre et satisfaire son client. Car si les plantes et la dépendance météorologique n'ont pas changé, le métier de paysagiste actuel implique selon Stéphane Krebs une remise en question constante dans la perspective de satisfaire ceux auquel le jardin se destine, grâce aux bienfaits que peut procurer à l'être humain un cadre végétal harmonieux. C'est en ce sens qu'il se définit comme un « semeur de bien-être »,.

## Ouvrages
- Jardins – guide d'inspiration paysagère, Lausanne, Favre, 2016, 231 p. (ISBN 978-2-07-032288-6 et 2-07-032288-2)

- Les bienfaits magiques des arbres, Lausanne, Favre, 2018, 198 p. (ISBN 978-2-8289-1734-0)